# Deonta Vaughn
Pour les articles homonymes, voir Vaughn.
Deonta Vaughn, né le 6 août 1986 à Indianapolis, Indiana, est un joueur américain de basket-ball. Il évolue au poste de meneur.

## Biographie
Durant l'été 2011, il signe en Ukraine au MBC Mykolaïv (en).
Durant l'été 2012, il signe en Géorgie au BC MIA Academy (en).
Le 8 septembre 2013, il signe en Pologne, au Polpharma Starogard. Vingt jours plus tard, le 28 septembre 2013, il quitte le club polonais. Le 30 septembre 2013, il signe en Hongrie, à l'Atomeromu SE Paks.
Le 5 août 2014, il revient en Pologne, à l'Anwil Wloclawek.
Le 21 avril 2015, il signe en France au Paris-Levallois pour deux mois. Pour son premier match avec l'équipe francilienne, Vaughn manque ses 3 tirs, perd 3 ballons (pour aucune passe décisive) et commet 3 fautes (pour 1 provoquées), termine avec -5 d'évaluation, le tout en 10 minutes et la défaite de son équipe 70 à 59 contre l'Élan béarnais Pau-Lacq-Orthez. Il dispute cinq matches avec l'équipe où il a des moyennes de 3,2 points à 25%, 1,8 rebond et 1,8 passe décisive pour 1,2 d'évaluation en 12 minutes.
Le 20 juin 2015, il part en Chypre à l'AEK Larnaca. Le 28 décembre 2015, il revient en France où il signe avec le Boulazac Basket Dordogne pour remplacer Matt Carlino. Le 28 février 2016, après huit matches avec Boulazac, il est remercié, terminant avec un bilan de 7 points à 39,6% de réussite aux tirs, 1,5 rebond et 3,3 passes décisives pour 7,5 d'évaluation en 24 minutes.

## Statistiques

### Universitaires
Les statistiques en matchs universitaires de Deonta Vaughn sont les suivantes :
| Saison    | Équipe     | Matchs | Titul. | Min./m | % Tir | % 3pts | % LF | Rbds/m. | Pass/m. | Int/m. | Ctr/m. | Pts/m. |
| --------- | ---------- | ------ | ------ | ------ | ----- | ------ | ---- | ------- | ------- | ------ | ------ | ------ |
| 2006-2007 | Cincinnati | 30     | 27     | 33,0   | 37,3  | 29,2   | 75,3 | 3,43    | 3,53    | 1,83   | 0,03   | 14,47  |
| 2007-2008 | Cincinnati | 32     | 32     | 33,4   | 43,6  | 39,8   | 78,9 | 2,94    | 4,16    | 0,97   | 0,06   | 17,31  |
| 2008-2009 | Cincinnati | 32     | 31     | 35,8   | 38,8  | 33,8   | 80,8 | 3,97    | 4,69    | 1,31   | 0,00   | 15,25  |
| 2009-2010 | Cincinnati | 35     | 33     | 30,5   | 37,7  | 33,6   | 82,7 | 3,49    | 3,51    | 1,23   | 0,06   | 11,69  |
| Total     |            | 129    | 123    | 33,1   | 39,5  | 34,2   | 79,6 | 3,46    | 3,97    | 1,33   | 0,04   | 14,61  |

## Clubs successifs
- 2011-2012 :  MBC Mykolaïv (en)
- 2012-2013 :  BC MIA Academy (en)
- 2013 :  Polpharma Starogard
- 2013-2014 :  Atomeromu SE Paks
- 2014-2015 :  Anwil Wloclawek
- 2015 :  Paris-Levallois
- 2015 :  AEK Larnaca
- 2015-2016 :  Boulazac

## Palmarès

### Club
- Champion de Géorgie en 2013

### Distinction personnelle
- MVP du championnat géorgien en 2013